# Papuasprachen

Verbreitung von Papuasprachen

Als Papuasprachen bezeichnet man mehrere Sprachfamilien und isolierte Sprachen, die in Neuguinea und auf einigen umliegenden Inseln (Salomonen, Halmahera, Timor) verbreitet sind und nicht zur Familie der austronesischen Sprachen zählen. Die Papuasprachen stellen keine genetische Einheit dar, sondern bilden die Restkategorie der nicht-austronesischen Sprachen im entsprechenden Gebiet. Es gibt etwa 800 Papuasprachen mit insgesamt etwa 4 Mio. Sprechern.
Die Papuasprachen lassen sich nach heutigem Kenntnisstand in insgesamt 12 Sprachfamilien einordnen, fünf weitere sind isolierte Sprachen. Die mit Abstand bedeutendste Papuasprachfamilie ist das Trans-Neuguinea-Makrophylum mit etwa 530 Sprachen und 3,2 Mio. Sprechern, das sich – wie der Name sagt – über fast ganz Neuguinea erstreckt. Weitere größere Familien sind Westpapua, Geelvink-Bay, Torricelli, Sepik-Ramu und Ostpapua.
Ob sich alle diese Sprachen oder einige Gruppen davon zu größeren genetischen Einheiten zusammenfassen lassen, ist noch nicht abschließend geklärt. Allerdings ist die genetische Einheit aller Papuasprachen nach heutigem Kenntnisstand höchst unwahrscheinlich. Erst recht wurde Joseph Greenbergs hypothetische Makrofamilie Indopazifisch – bestehend aus den andamanischen, tasmanischen und Papuasprachen – von fast allen einschlägigen Forschern abgelehnt.

## Papuasprachen mit mindestens 100.000 Sprechern
Es gibt nur vier Papuasprachen mit mindestens 100.000 Sprechern, sie gehören alle zum Trans-Neuguinea-Makrophylum.
- Dani 270.000, Dani-Kwerba
- Enga 170.000, Ost-Neuguinea-Hochland
- Melpa oder Hagen 130.000, Ost-Neuguinea-Hochland
- Ekari 100.000, Wissel Lakes

## Klassifikation
Es folgt eine Klassifikation der Sprachfamilien, die man zu den Papuasprachen zählt, mit Angabe der Anzahl der Sprachen (Sp), Anzahl der Sprecher und geographischen Verbreitung. Der unten angegebene Weblink gibt eine vollständige Übersicht über alle 800 Papuasprachen, ihre genetische Zuordnung und Sprecherzahl.
- Transneuguinea-Makrophylum: 533 Sprachen, 3,2 Mio., Neuguinea; Timor, Alor, Pantar
  - Transneuguinea-Hauptzweig: 294 Sprachen, 2,6 Mio., Neuguinea (Irian Jaya und Papua-Neuguinea)
    - Zentral-West-Transneuguinea: 249 Sprachen, 2,4 Mio., Zentral- und West-Neuguinea
      - Huon-Finisterre: 63 Sprachen, 165.000, Nordost-Papua-Neuguinea
      - Ost-Neuguinea-Hochland: 64 Sprachen, 1,4 Mio., Papua-Neuguinea: Östliches Hochland
      - Zentral und Süd-Neuguinea: 57 Sprachen, 190.000, Irian Jaya, West-Papua-Neuguinea
      - Kutuban: drei Sprachen, 5.000, Süd-Papua-Neuguinea
      - Angan: 13 Sprachen, 93.000, Südost-Papua-Neuguinea
      - Gogodala-Suki: vier Sprachen, 13.000, Süd-Papua-Neuguinea: Fly River
      - Kayagar: drei Sprachen, 15.000, Süd-Irian Jaya
      - Sentani: vier Sprachen, 37.000, Nordost-Irian Jaya
      - Marind: sechs Sprachen, 22.000, Süd-Irian Jaya, Südwest-Papua-Neuguinea
      - Dani-Kwerba: 17 Sprachen, 340.000, Nord-Zentral-Irian Jaya
      - Wissel Lakes: sechs Sprachen, 140.000, West-Irian Jaya
      - Mairasi: vier Sprachen, 5.000, West-Irian Jaya
      - West-Bomberai: drei Sprachen, 7.000, West-Irian Jaya
      - Dem: eine Sprache, 1.000, West-Irian Jaya
      - Mor: eine Sprache, <1.000, Irian Jaya (Nordwest-Bomberai)

    - Ost-Transneuguinea: 45 Sprachen, 170.000, Südost-Papua-Neuguinea
      - Binandere: zehn Sprachen, 80.000, Südost-Papua-Neuguinea
      - Zentral-Südost-TNG: 35 Sprachen, 90.000, Südost-Papua-Neuguinea

  - Madang-Adelbert Range: 102 Sprachen, 85.000, Nord-Papua-Neuguinea
    - Madang: 58 Sprachen, 40.000, Nord-Papua-Neuguinea: Madang
    - Adelbert Range: 44 Sprachen, 45.000, Nord-Papua-Neuguinea: Adalbert-Kette

  - Teberan-Pawaian: drei Sprachen, 17.000, Nord-Papua-Neuguinea: Simbu
  - Turama-Kikorian	drei Sprachen, 3.000, Süd-Papua-Neuguinea
  - Inland Gulf: vier Sprachen, 1.000, Süd-Papua-Neuguinea
  - Eleman sieben Sprachen, 50.000, Süd-Papua-Neuguinea
  - Trans Fly - Bulaka: 30 Sprachen, 45.000, Südwest-Papua-Neuguinea, Süd-Irian Jaya
  - Mek: sieben Sprachen, 40.000, Irian Jaya: Hochland
  - Senagi	zwei Sprachen, 3.500, Nordwest-Papua-Neuguinea
  - Pauwasi	vier Sprachen, 1.200, Nordwest-Irian Jaya
  - Nord-Transneuguinea: 27 Sprachen, 25.000, Nordost-Irian Jaya, Nordwest-Papua-Neuguinea
  - Nimboran: fünf Sprachen, 9.000, Nordost-Irian Jaya
  - Kaure: fünf Sprachen, 1.000, Nord-Irian Jaya
  - Süd-Vogelkop: zehn Sprachen, 11.000, Nordwest-Irian Jaya: Süd-Vogelkop-Halbinsel
  - Kolopom: drei Sprachen, 4.500, Südwest-Irian Jaya
  - Timor-Alor-Pantar: etwa 30 Sprachen, >250.000, Timor, Alor, Pantar, Kisar, Liran
    - Alor-Pantar-Makasai: etwa 28 Sprachen, allein auf Timor 108.000, Timor, Alor, Pantar
    - Timor-Kisar: zwei Sprachen, etwa 140.000, Timor, Kisar, Liran

  - Oksapmin: eine Sprache, 8.000, Papua-Neuguinea, Sandaun-Provinz, Telefomin-Distrikt
  - Elseng: (Morwap) eine Sprache, 300, Irian Jaya, südl. Jayapura
  - Molof: (Ampas) eine Sprache, 200, Irian Jaya, südl. Jayapura
  - Usku: eine Sprache, fast † , Irian Jaya, südl. Jayapura, bei Pauwasi
  - Tofamna: eine Sprache, 100, Irian Jaya, südl. Jayapura, östl. des Nawa-Flusses

- Westpapua: 25 Sprachen, 310.000, Halmahera; Irian Jaya: Vogelkop-Halbinsel
- Ost-Vogelkop: drei Sprachen, 40.000, Irian Jaya: Vogelkop-Halbinsel
- Geelvink-Bay: 33 Sprachen, 22.000, Irian Jaya: Geelvink Bay, Yapen-Insel
  - Ost-Geelvink-Bay: elf Sprachen, 8.000, Östl. Geelvink-Bay
  - Lakes Plain: 22 Sprachen, 14.000, Lakes Plain
- Sko: sieben Sprachen, 7.000, Grenzgebiet Irian Jaya / Papua-Neuguinea
- Kwomtari-Baibai: sechs Sprachen, 4.000, Papua-Neuguinea: West-Sepik
- Left May: (Arai) sieben Sprachen, 2.500, Nordwest-Papua-Neuguinea
- Toricelli: 47 Sprachen, 95.000, Nordwest-Papua-Neuguinea
- Sepik-Ramu: 102 Sprachen, 235.000, Nordwest- und Nord-Zentral-Papua-Neuguinea
  - Sepik: 52 Sprachen, 175.000, Nord-Papua-Neuguinea: Sepik
  - Ramu: 37 Sprachen, 45.000, Papua-Neuguinea: Ost-Sepik, Madang
  - Leonhard-Schultze: sechs Sprachen, 1.000, Papua-Neuguinea: West-Sepik
  - Nor-Pondo: sechs Sprachen, 12.000, Papua-Neuguinea: Ost-Sepik
  - Gapun: eine Sprache, 100, Papua-Neuguinea: Ost-Sepik
- Ostpapua: 36 Sprachen,	120.000, Neubritannien, Bougainville; Salomonen
- Amto-Musan: zwei Sprachen, 300, Papua-Neuguinea: Ober-Sepik
- Yoke-Warembori: zwei Sprachen, 800, Irian Jaya: Mamberamo River

### Nach heutigem Kenntnisstand isolierte Papuasprachen
- Burmeso: 300 Sprecher, Irian Jaya: Lake Holmes
- Busa: 300, Papua-Neuguinea: West-Sepik
- Yale: 600, Papua-Neuguinea: West-Sepik
- Karkar-Yuri: 1.100, Papua-Neuguinea: West-Sepik
- Kibiri: 1.100, Papua-Neuguinea: Gulf, Aird Hills
- Yele: 3.750, Papua-Neuguinea: Louisiade-Archipel (wird von anderen zu den Ost-Papuasprachen gezählt)